# 6月5日
6月5日（ろくがついつか）は、グレゴリオ暦で年始から156日目（閏年では157日目）にあたり、年末まであと209日ある。

## できごと

『アンクル・トムの小屋』の連載開始(1851)。画像は1852年の初版本の挿絵。

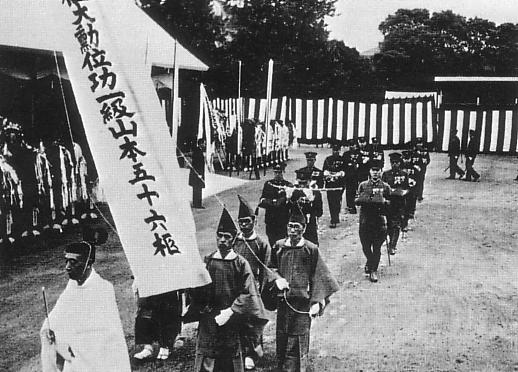
山本五十六国葬(1943)。

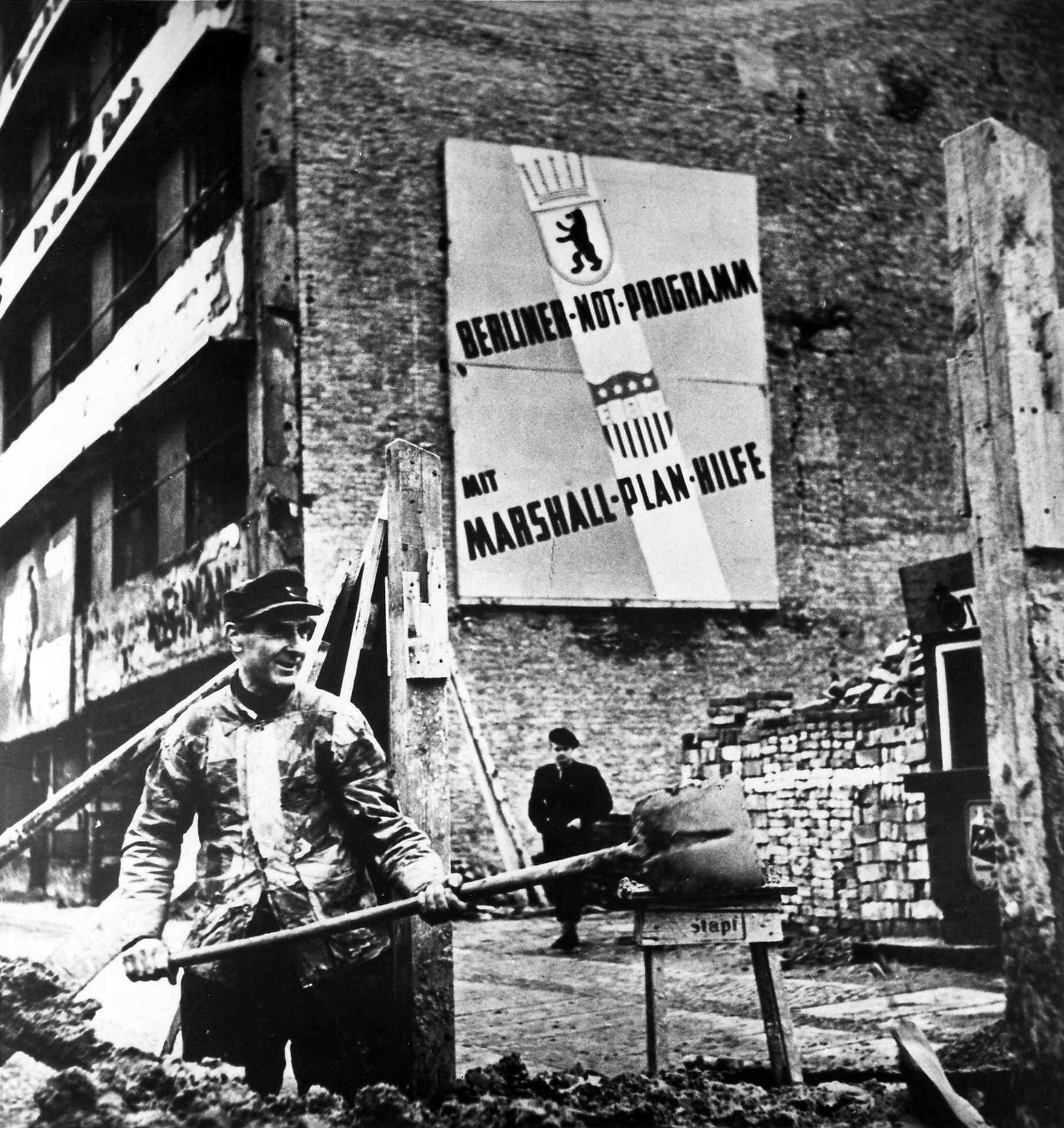
マーシャル・プラン発表(1947)。画像はマーシャル・プラン援助による西ベルリン復興工事。

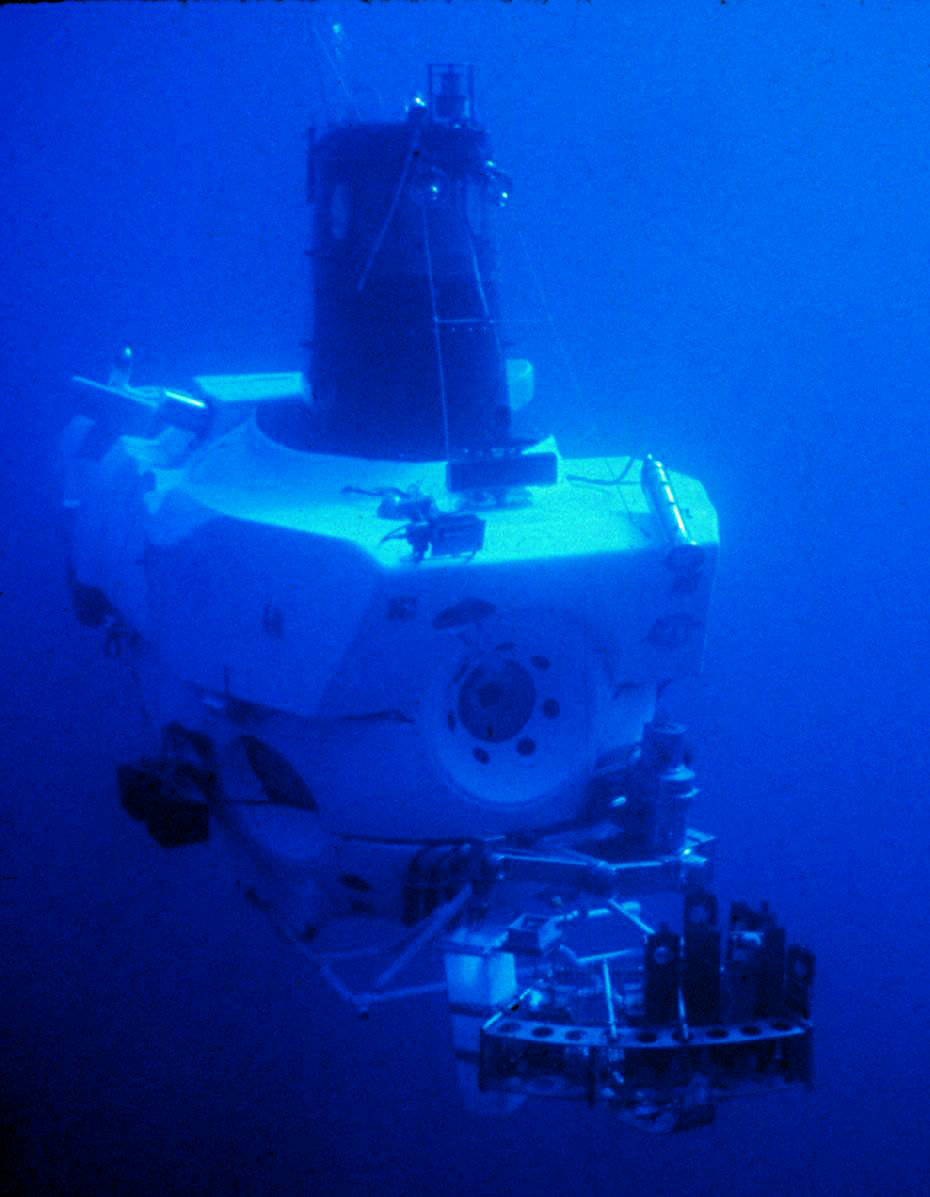
アメリカ合衆国の有人潜水調査艇アルビン号就役(1964)。

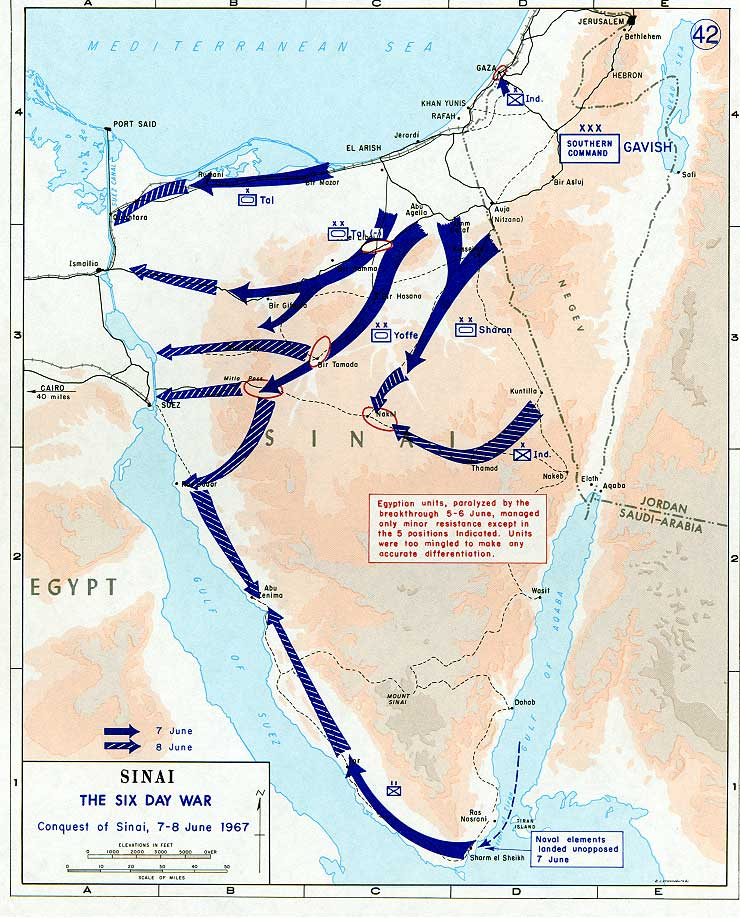
第三次中東戦争開戦(1967)。

- 1244年（寛元2年4月28日） - 執権北条経時により将軍藤原頼経が将軍職を譲らされ、嫡男で6歳の藤原頼嗣が将軍に就任。
- 1305年 - コンクラーヴェでクレメンス5世が教皇に選出。戴冠式は同年11月14日に行われた。
- 1691年（元禄4年5月9日） - 江戸幕府が豪商・住友家に別子銅山の採掘を許可。
- 1806年 - ナポレオンの弟ルイ・ボナパルトを王としてホラント王国が建国。
- 1832年 - パリで六月暴動が起きる。
- 1849年 - デンマークが新憲法の採択により立憲君主制に移行[1]。
- 1851年 - ハリエット・ビーチャー・ストウの小説『アンクル・トムの小屋』が奴隷制度廃止運動家の新聞『National Era』で連載開始[2]。
- 1854年（嘉永7年5月10日） - 日本初の洋式船「鳳凰丸」が浦賀で竣工。
- 1862年 - 阮朝越南国（ベトナム）とフランスとの間でサイゴン条約成立。
- 1864年 - 南北戦争: ピードモントの戦い。
- 1866年 - デンマーク戦争に伴いデンマークで憲法改正。
- 1882年 - 嘉納治五郎が東京下谷稲荷の永昌寺に柔道場（後の講道館）を開く。
- 1888年 - ラプラタ川地震（英語版）が発生。
- 1900年 - 第二次ボーア戦争: イギリス軍がトランスヴァール共和国の首都プレトリアを占領。
- 1915年 - デンマークで女性参政権を認める憲法改正。
- 1920年 - デンマークで国王の権限を縮小する憲法改正。
- 1925年 - 駆逐艦如月が進水する。
- 1929年 - ラムゼイ・マクドナルドがイギリスの第58代首相に就任。
- 1934年 - 東郷平八郎の国葬が執り行われる。
- 1940年 - 長谷川一夫・李香蘭主演の映画『支那の夜』が初公開。
- 1942年 - 第二次世界大戦・ミッドウェー海戦:主力空母「加賀」「蒼龍」が沈没し日本海軍機動艦隊が壊滅状態に陥る。
- 1943年 - 日比谷公園で山本五十六の国葬。
- 1945年 - 第二次世界大戦・日本本土空襲: 神戸大空襲。
- 1945年 - ドイツを連合軍の軍政下に置くことが宣言される。（ベルリン宣言）
- 1947年 - アメリカのジョージ・マーシャル国務長官がヨーロッパ復興計画（マーシャル・プラン）を発表。
- 1948年 - 国立国会図書館が旧赤坂離宮（現：迎賓館）を仮庁舎に開館[3][4]。
- 1949年 - 北海道の国宝・松前城が炎上し、天守を焼失。
- 1950年 - 住宅金融公庫が発足。
- 1951年 - 相互銀行法施行。無尽会社が相互銀行に改組。
- 1953年 - デンマークで憲法改正[1]。1院制への移行、国民投票の義務、フェロー諸島やグリーンランドの植民地の廃止などの改正が行われた。
- 1960年 - フィンランドのボドム湖でボドム湖殺人事件が起こる。
- 1963年 - 黒四ダム竣工。総工費513億円、延べ1千万人の人手と171名の尊い犠牲により７年がかりの難工事を経て完成[5]。
- 1963年 - 舟木一夫のデビューシングル「高校三年生」が発売。1年間で100万枚以上を売り上げる大ヒットになる。
- 1963年 - イギリスのジョン・プロヒューモ陸相が、プロヒューモ事件により辞任。
- 1964年 - アメリカの有人潜水調査艇「アルビン号」が就役。
- 1967年 - 第三次中東戦争が勃発（6月10日まで）。空軍による6日間の電撃作戦でイスラエルの占領地域は戦前の4倍以上に急拡大した[6]。
- 1968年 - 米大統領選候補のロバート・ケネディ上院議員が銃撃される。翌日死亡。（ロバート・ケネディ暗殺事件）
- 1971年 - 新宿副都心初の高層ビルとして、京王プラザホテルが開業。
- 1972年 - ストックホルムで国連人間環境会議が開幕。6月16日まで。
- 1975年 - 第三次中東戦争で閉鎖されていたスエズ運河が再開。
- 1975年 - イギリスで欧州経済共同体 (EEC) にとどまるかどうかを決める国民投票が行われる。イギリスでは初、かつこれまでで唯一の全国規模の国民投票。 (en:1975 United Kingdom European Communities membership referendum)
- 1977年 - セイシェルでクーデター発生[7]。
- 1978年 - 人質による強要行為等の処罰に関する法律施行。
- 1983年 - 客船アレクサンドル・スヴォーロフ号がウリヤノフスク鉄道橋に衝突、177名の死者を出す。
- 1984年 - ブルースター作戦: インド首相インディラ・ガンディーがシク教の総本山であるハリマンディル・サーヒブの攻撃を命令。
- 1986年 - 新潟県佐渡島の佐渡トキ保護センターで飼育されていたメスのトキ「アオ」が死亡。日本産トキが残り2羽となる。
- 1989年 - 六四天安門事件: 無名の反逆者が、事件を鎮圧するための戦車の車列の前に立ちふさがる。
- 1995年 - コロラド大学のエリック・コーネル、カール・ワイマンらがボース＝アインシュタイン凝縮を初めて実現する。
- 1999年 - 埼玉県幸手市大字神扇のダイセーロジスティクス株式会社の倉庫で神扇スプレー倉庫爆発火災が発生。
- 1999年 - 米カリフォルニア州ロサンゼルスにおいて、『日系人部隊記念碑』の除幕式が執り行われる。
- 2002年 - Mozilla 1.0リリース。
- 2003年 - パキスタンを最高気温51℃の熱波が襲う。死者26人。
- 2004年 - ノエル・マメールが市長としてフランス国内で初の同性結婚を承認する。
- 2006年 - 6月3日のモンテネグロのセルビア・モンテネグロからの分離独立を受け、セルビアも分離独立を宣言。
- 2006年 - 村上ファンド代表・村上世彰が証券取引法違反の容疑で逮捕される。
- 2009年 - SFジャイアンツのランディ・ジョンソンが、メジャー24人目の通算300勝を達成。
- 2012年 - 金星の太陽面通過が開始[8]。翌日にかけて7時間近く続いた。
- 2017年 - モンテネグロが北大西洋条約機構の29番目の加盟国となる[9]。
- 2017年 - 2017年カタール外交危機: サウジアラビアなどがカタールに対し国交断絶を宣言[10]。
- 2025年 - 任天堂がNintendo Switch 2を発売。

## 誕生日

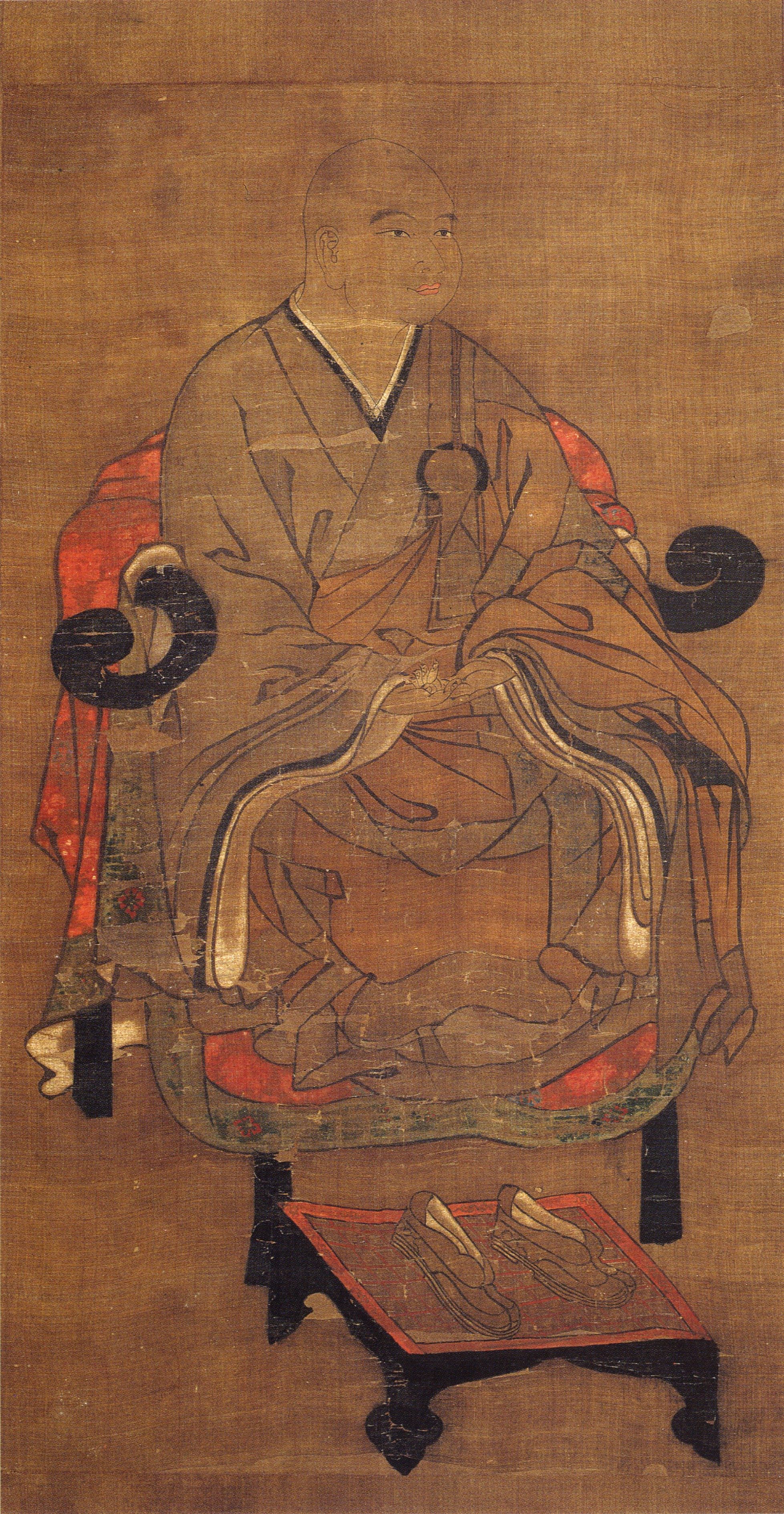
鎌倉幕府第8代執権、北条時宗(1251-1284)誕生。元寇を退けた。

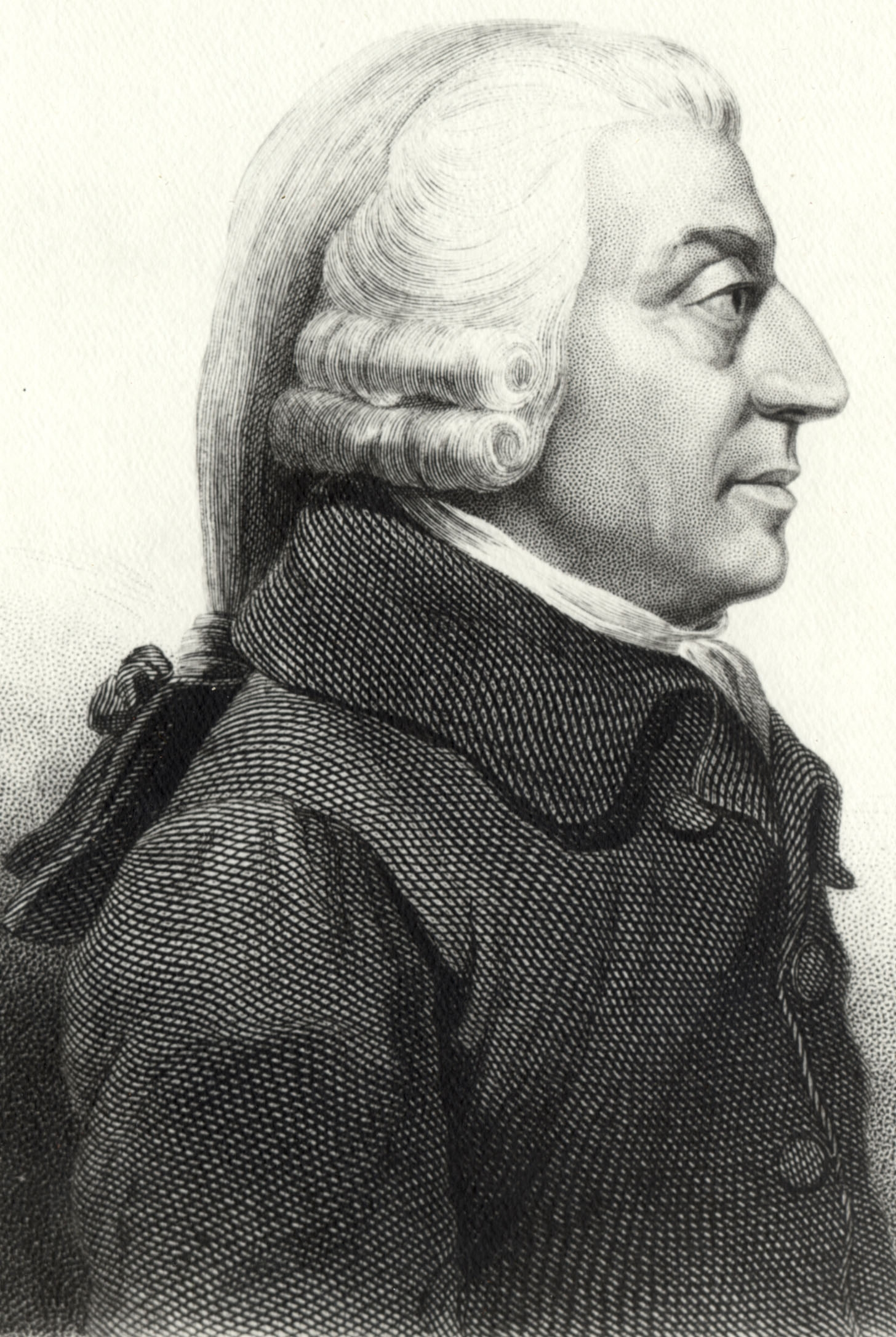
経済学者アダム・スミス(1723-1790)誕生。

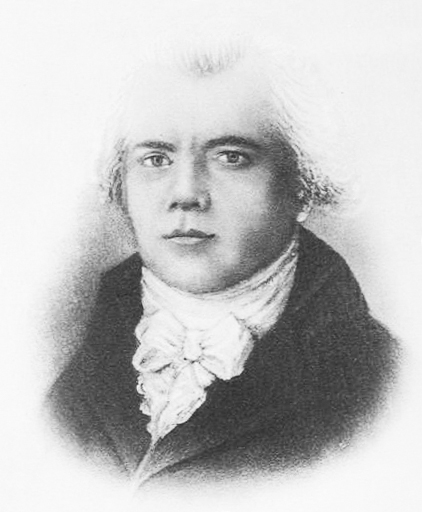
化学者ヨハン・ガドリン(1760-1852)誕生。イットリウムを発見。

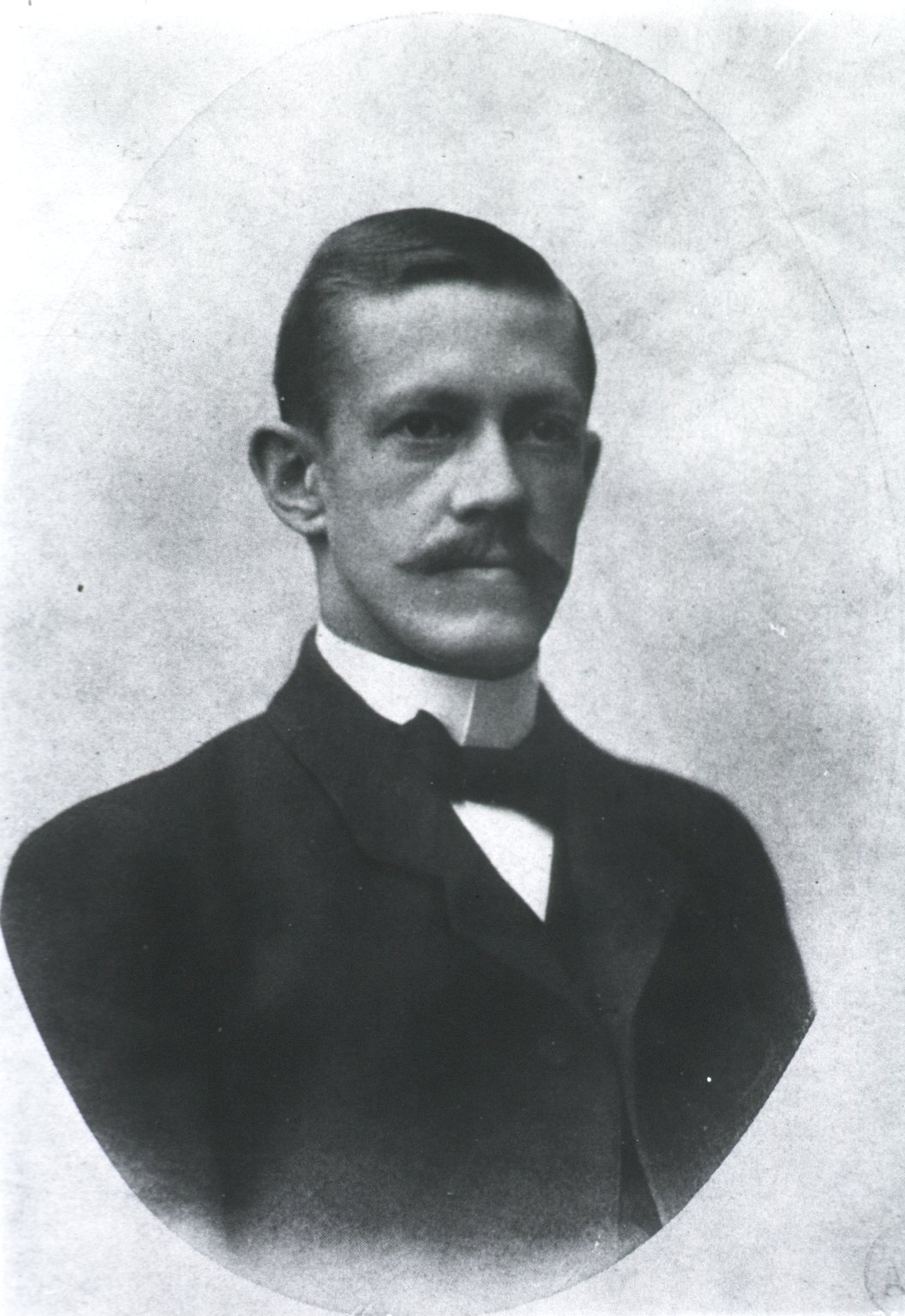
眼科に物理数学的方法を応用した眼科医、アルヴァル・グルストランド(1862-1930)誕生。

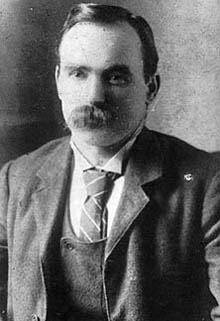
アイルランドの独立運動指導者ジェームズ・コノリー(1868-1916)誕生。

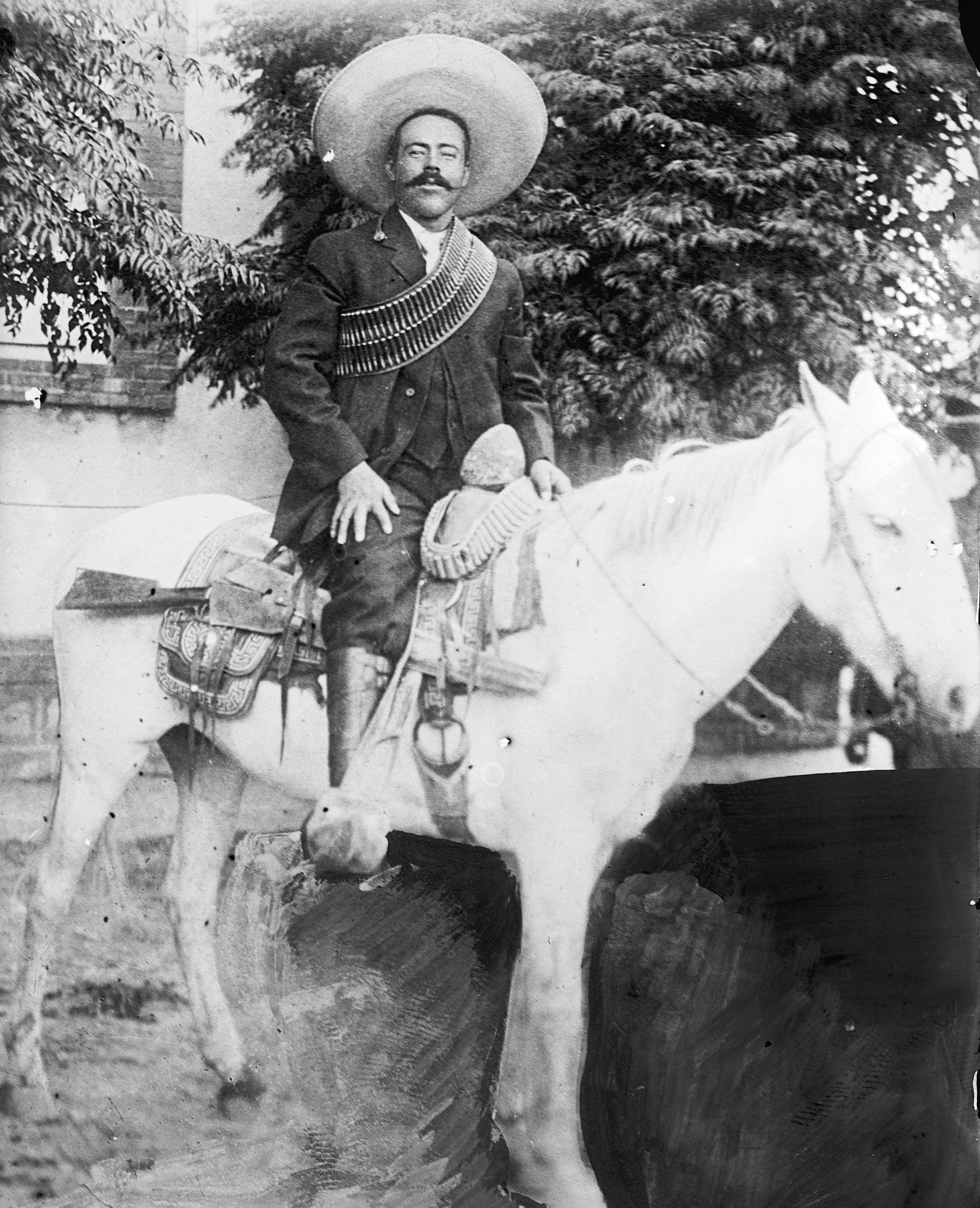
メキシコの革命家、パンチョ・ビリャ(1878-1923)誕生。

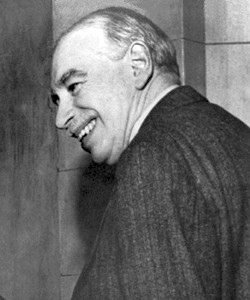
経済学者ジョン・メイナード・ケインズ(1883-1946)誕生。

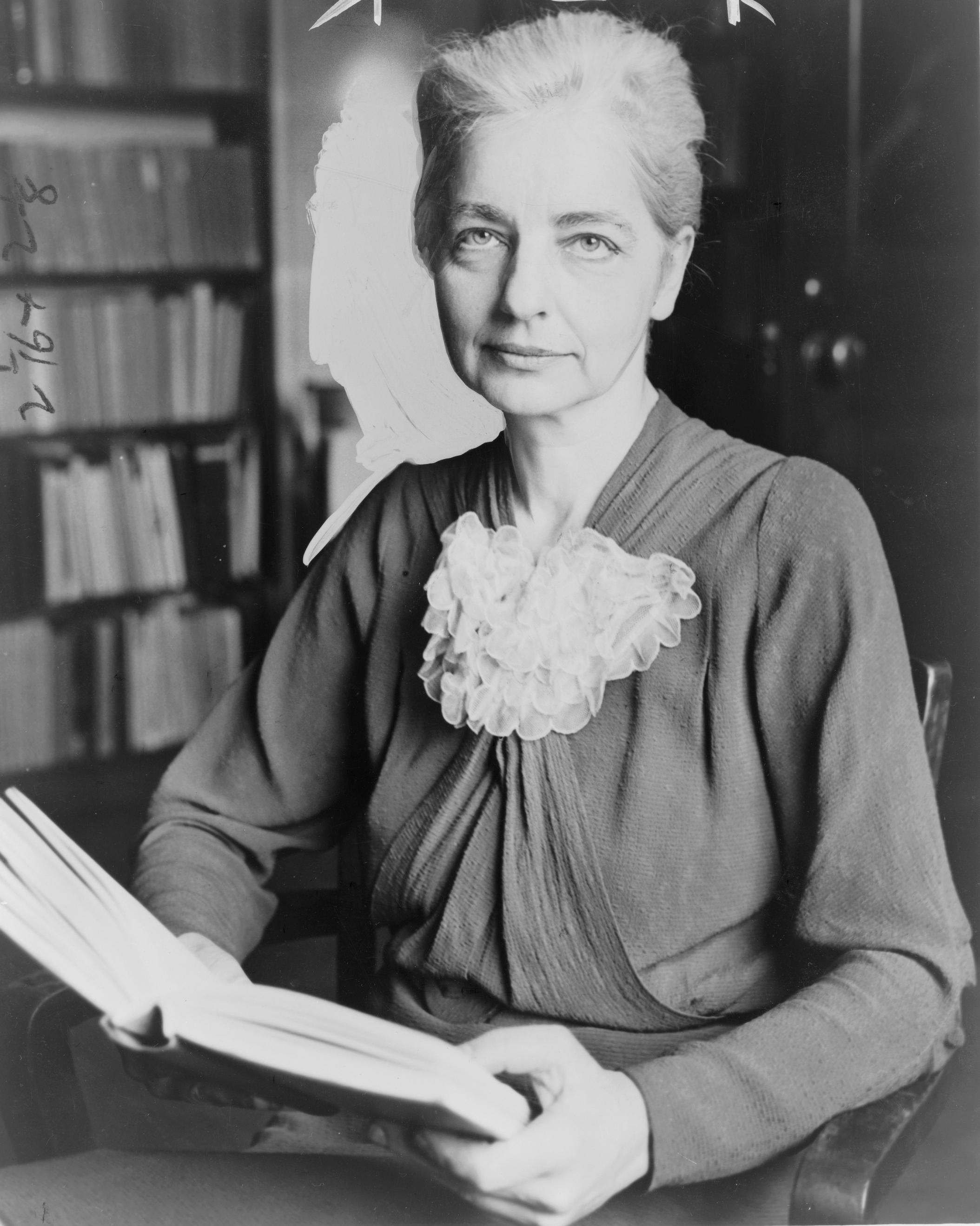
文化人類学者ルース・ベネディクト(1887-1948)誕生。

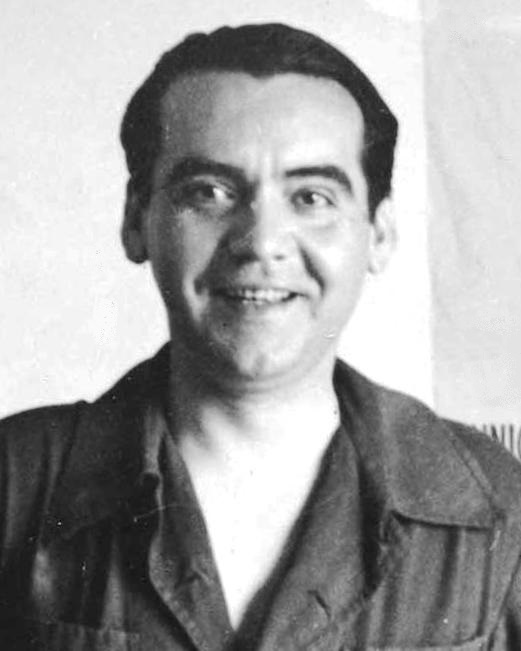
詩人ガルシア・ロルカ(1898-1936)誕生。

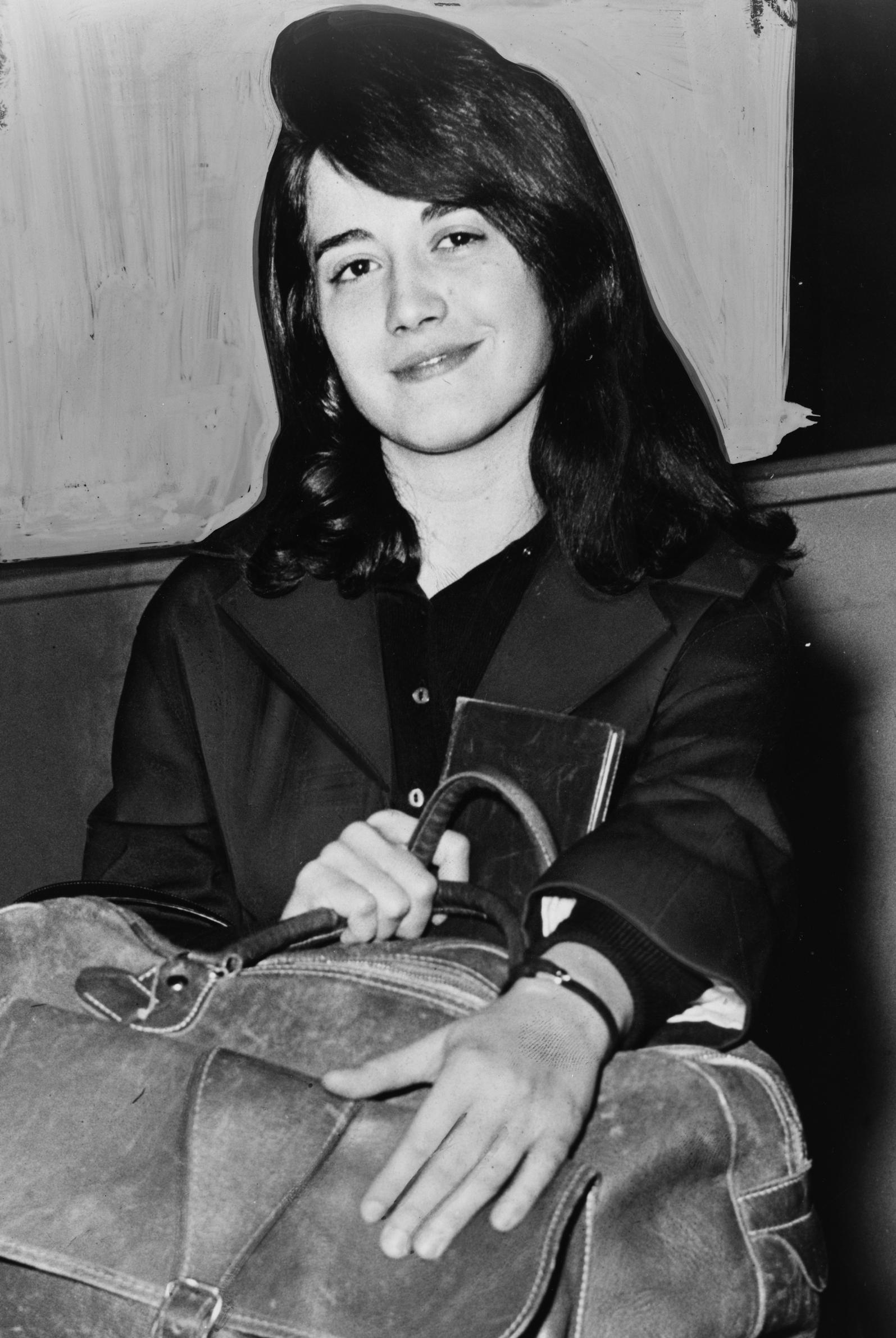
ピアニスト、マルタ・アルゲリッチ(1941-)誕生。

### 人物
- 1251年（建長3年5月15日） - 北条時宗、鎌倉幕府8代執権（+ 1284年）
- 1341年 - エドマンド・オブ・ラングリー、国王エドワード3世と王妃フィリッパ・オブ・エノーの成人へ達した4番目の息子（+ 1402年）
- 1412年 - ルドヴィーコ3世・ゴンザーガ、貴族ゴンザーガ家のマントヴァ侯（+ 1478年）
- 1523年 - マルグリット・ド・フランス、フランス王フランソワ1世と最初の王妃クロード・ド・フランスの末娘（+ 1574年）
- 1412年 - ロバート・リッチ、清教徒革命（イングランド内戦）期のイングランドの貴族・軍人（+ 1658年）
- 1640年 - 蒲松齢、作家（+ 1715年）
- 1646年 - エレナ・コルナロ・ピスコピア、哲学者（+ 1684年）
- 1660年 - サラ・ジェニングス、初代マールバラ公ジョン・チャーチルの妻（+ 1744年）
- 1661年（寛文10年5月9日） - 水野勝種、第4代福山藩主（+ 1697年）
- 1718年 - トーマス・チッペンデール、家具デザイナー（+ 1779年）
- 1723年 - アダム・スミス、経済学者（+ 1790年）
- 1725年（享保10年4月25日） - 前田宗辰、第6代加賀藩主（+ 1747年）
- 1755年（宝暦5年4月26日） - 細川斉茲、第8代熊本藩主（+ 1835年）
- 1757年 - ピエール・ジャン・ジョルジュ・カバニス、医師、哲学者（+ 1808年）
- 1760年 - ヨハン・ガドリン、化学者、鉱物学者（+ 1852年）
- 1771年 - エルンスト・アウグスト、第4代ハノーファー王（+ 1851年）
- 1773年（安永2年4月16日） - 山内豊策、第10代土佐藩主（+ 1825年）
- 1819年 - ジョン・クーチ・アダムズ、天文学者、海王星発見者の1人（+ 1892年）
- 1823年（文政6年4月26日） - 九条幸経、江戸時代後期の公卿（+ 1859年）
- 1830年 - カルミネ・クロッコ、山賊、テロリスト（+ 1905年）
- 1850年 - パット・ギャレット、ガンマン（+ 1908年）
- 1862年 - アルヴァル・グルストランド、眼科医（+ 1930年）
- 1868年 - ジェームズ・コノリー、民族主義運動家（+ 1916年）
- 1874年 - ジャック・チェスブロ、プロ野球選手（+ 1931年）
- 1878年 - パンチョ・ビリャ、革命家（+ 1923年）
- 1879年 - ルネ・ポティエ、自転車競技選手（+ 1907年）
- 1881年 - アクセル・ヴェナー＝グレン、起業家、アルヴェーグ式モノレール開発者（+ 1961年）
- 1883年 - ジョン・メイナード・ケインズ、経済学者（+ 1946年）
- 1884年 - ラルフ・ベナツキー、作曲家（+ 1957年）
- 1884年 - フレッド・ローツ、マラソン選手（+ 1914年）
- 1886年 - 富本憲吉、陶芸家（+ 1963年）
- 1887年 - 石井鶴三、彫刻家、洋画家（+ 1973年）
- 1887年 - ルース・ベネディクト、文化人類学者（+ 1948年）
- 1889年 - 久松真一、哲学者、仏教学者（+ 1980年）
- 1890年 - 五代目古今亭志ん生、落語家（+ 1973年）
- 1894年 - ロイ・トムソン、起業家（+ 1976年）
- 1898年 - ガルシア・ロルカ、詩人、劇作家（+ 1936年）
- 1898年 - サルヴァトーレ・フェラガモ、ファッションデザイナー（+ 1960年）
- 1898年 - フェデリコ・ガルシーア・ロルカ、詩人、劇作家（+ 1936年）
- 1899年 - オーティス・バートン、探検家、発明家、俳優（+ 1992年）
- 1900年 - ガーボル・デーネシュ、物理学者（+ 1979年）
- 1907年 - 夏目純一、ヴァイオリニスト（+ 1999年）
- 1912年 - 大友柳太朗、俳優（+ 1985年）
- 1912年 - 鈴木銀之助、プロ野球選手（+ 1959年）
- 1915年 - ランス・ウェア、弁護士、生化学者、メンサ設立者（+ 2000年）
- 1917年 - 中島河太郎、推理小説評論家（+ 1999年）
- 1919年 - 渡邉暁雄、指揮者（+ 1990年）
- 1919年 - リチャード・スカーリー、児童文学作家（+ 1994年）
- 1920年 - 赤桐操、政治家（+ 2010年）
- 1920年 - 栗原祐幸、政治家、第42・44代防衛庁長官、第41代労働大臣（+ 2010年）
- 1920年 - コーネリアス・ライアン、ジャーナリスト（+ 1974年）
- 1923年 - 長富政武、元プロ野球選手（+ 2000年）
- 1925年 - 古川薫、小説家（+ 2018年）
- 1925年 - 宮川三郎、軍人（+ 1945年）
- 1927年 - 安東仁兵衛（笹田繁）、社会運動家、評論家（+ 1998年）
- 1928年 - 津村節子、小説家
- 1928年 - トニー・リチャードソン、映画監督（+ 1991年）
- 1930年 - 星川薫、調教師（+ 2007年）
- 1930年 - アリーファ・リファアト、作家（+ 1996年）
- 1931年 - ジャック・ドゥミ、映画監督（+ 1990年）
- 1933年 - ウィリアム・カハン、数学者、計算機科学者
- 1937年 - 牧野伸、元プロ野球選手、プロ野球審判員
- 1937年 - エレーヌ・シクスー、作家、劇作家、詩人、哲学者、批評家、フェミニスト
- 1938年 - カリン・バルツァー、陸上競技選手（+ 2019年）
- 1938年 - 岡本勝、国文学者（+ 2007年）
- 1939年 - マーガレット・ドラブル、作家、文芸評論家
- 1939年 - ジョー・クラーク、政治家、実業家、大学教授、元ジャーナリスト
- 1940年 - 城山昇、脚本家
- 1941年 - マルタ・アルゲリッチ、ピアニスト
- 1942年 - 谷口孝男、実業家
- 1942年 - 桂邦彦、テレビプロデューサー、演出家
- 1942年 - テオドロ・オビアン・ンゲマ、政治家、赤道ギニア第2代大統領
- 1944年 - ホイットフィールド・ディフィー、暗号理論研究者、公開鍵暗号の先駆者の1人
- 1945年 - ジョン・カーロス、陸上競技選手
- 1945年 - 二宮忠士、元プロ野球選手
- 1946年 - 小谷毎彦、政治家、元北海道北見市長
- 1946年 - パトリック・ヘッド、自動車技術者
- 1947年 - 松本幸行、元プロ野球選手
- 1947年 - 会田照夫、元プロ野球選手（+ 2021年）
- 1947年 - デヴィッド・ヘアー、劇作家、映画監督、脚本家
- 1947年 - ローリー・アンダーソン、前衛芸術家、作曲家、音楽家、映画監督
- 1947年 - トム・エヴァンズ、ロック・アーティスト（+ 1983年）
- 1948年 - 中屋敷哲也、俳優
- 1948年 - 藤倉英幸、イラストレーター、貼り絵作家
- 1948年 - 大津秀美、元プロ野球選手
- 1948年 - 大道寺将司、左翼活動家（+ 2017年）
- 1949年 - ガッツ石松、タレント、元プロボクサー
- 1949年 - 三笑亭夢之助、元落語家、タレント
- 1949年 - 辻原幸雄、元プロ野球選手
- 1949年 - ケン・フォレット、小説家
- 1949年 - スーザン・リンドキスト、分子生物学者（+ 2016年）
- 1951年 - 武田肇、アナウンサー
- 1951年 - 柳本晶一、元バレーボール選手、バレーボール全日本女子監督
- 1951年 - 蛯沢誠治、騎手、調教助手（+ 2003年）
- 1952年 - 佐伯和司、元プロ野球選手
- 1952年 - ニコ・マクブレイン、ドラマー
- 1953年 - キャスリーン・ケネディ、映画プロデューサー
- 1954年 - 檀ふみ、女優
- 1954年 - 今井伊佐男、アナウンサー
- 1954年 - えびはら武司、漫画家
- 1954年 - 大橋善光、実業家、讀賣テレビ放送会長
- 1954年 - アルベルト・マレザーニ、元サッカー選手、指導者
- 1955年 - エジノ・ナザレト・フィリョ、元サッカー選手、指導者
- 1956年 - アン・ルイス、歌手
- 1956年 - 中本賢（アパッチけん）、俳優、コメディアン（元ザ・ハンダース）
- 1956年 - ケニー・G、ミュージシャン
- 1957年 - 立野清広、元プロ野球選手
- 1958年 - アフメド・アブドラ・モハメド・サンビ、政治家、第8代コモロ大統領
- 1958年 - アヴィグドール・リーベルマン、政治家
- 1959年 - 久保田麻三留、テレビ東京ニュース解説委員、気象予報士
- 1959年 - 三浦広之、元プロ野球選手
- 1960年 - 東ちづる、女優
- 1960年 - ロブ・カーマン、キックボクサー（+ 2024年）
- 1960年 - 大内孝夫、名古屋芸術大学教授
- 1961年 - メアリー・ケイ・バーグマン、声優（+ 1999年）
- 1961年 - アルド・コスタ、レーシングカーデザイナー
- 1962年 - 北斗誓一、声優
- 1962年 - ジェフ・ガーリン、俳優、監督、コメディアン、声優
- 1964年 - カール・サンダース、ミュージシャン
- 1964年 - リサ・チョロデンコ、映画監督、脚本家
- 1964年 - リック・ライアダン、推理作家、児童文学作家、ファンタジー作家
- 1965年 - 吉田裕一、気象予報士
- 1965年 - マイケル・ブラウン、天文学者
- 1965年 - サンドリーヌ・ピオー、声楽家
- 1967年 - ジョー・デローチ、陸上競技選手
- 1967年 - ロン・リビングストン、俳優
- 1968年 - 日高央、ミュージシャン
- 1968年 - 原田裕花、元バスケットボール選手
- 1968年 - 山崎昭史、元バスケットボール選手
- 1969年 - 幸田聡子、ヴァイオリニスト
- 1969年 - 三遊亭金也、落語家
- 1969年 - 遠山清彦、政治家
- 1969年 - 佐藤光、政治家、茅ヶ崎市長
- 1969年 - 井伊岳夫、公務員、旧彦根藩主井伊家第18代当主
- 1969年 - 石貫宏臣、元プロ野球選手
- 1969年 - ブライアン・マックナイト、歌手、作曲家、編曲家、音楽プロデューサー
- 1970年 - 高橋健二、元サッカー選手、指導者
- 1970年 - 野口幸司、元サッカー選手、指導者
- 1971年 - 中嶋朋子、女優
- 1971年 - 小松みゆき、女優
- 1971年 - マーク・ウォールバーグ、俳優、歌手
- 1972年 - 野村明大、アナウンサー、解説委員
- 1973年 - 羽根川竜、元プロ野球選手
- 1973年 - 冨樫真、女優
- 1973年 - レイモン・ブリュースター、プロボクサー
- 1973年 - ジェラ・バンデカバイエ、柔道家
- 1974年 - 鶴間秀典、政治家、北海道釧路市長
- 1974年 - ラス・オルティス、元プロ野球選手
- 1975年 - 波田陽区、お笑いタレント
- 1975年 - 斎藤理生、国文学者
- 1975年 - ジードルナス・イルガスカス、元バスケットボール選手
- 1976年 - 池田千草、声優
- 1976年 - 水原恵理、アナウンサー
- 1976年 - 吉田恵、フリーアナウンサー
- 1976年 - 鈴木隆行、元サッカー選手、指導者
- 1977年 - 大河内奈々子、女優
- 1977年 - 菅野祐悟、作曲家
- 1977年 - 杉山俊介、元プロ野球選手
- 1977年 - シャンタル・ルフェーブル、フィギュアスケート選手
- 1978年 - いのくちゆか、声優
- 1978年 - 木村あやか、声優
- 1978年 - 近藤孝行、声優
- 1978年 - 三本菅崇、元サッカー選手、指導者
- 1978年 - 駿河太郎、ミュージシャン
- 1978年 - フェルナンド・メイラ、サッカー選手
- 1978年 - ニック・クロール、俳優、コメディアン
- 1979年 - hiro:n - シンガーソングライター
- 1979年 - 鈴木智実、陸上競技選手
- 1979年 - 高樹千佳子、元タレント
- 1979年 - ピート・ウェンツ、歌手（フォール・アウト・ボーイ）
- 1980年 - 橋本美和、女優
- 1980年 - 阿部沙織、アナウンサー
- 1980年 - 後藤武敏、元プロ野球選手
- 1980年 - マイク・フィッシャー、元プロアイスホッケー選手
- 1980年 - アントニオ・ガルシア、レーシングドライバー
- 1980年 - 戸田蔵人、オートバイレーサー（+ 2015年）
- 1981年 - 金子ノブアキ、ドラマー（RIZE）、俳優
- 1981年 - 日置将士、電器店店長、SASUKE新世代
- 1981年 - 松村豊司、元プロ野球選手
- 1981年 - 眞山龍、元プロ野球選手
- 1981年 - セバスチャン・ルフェーヴル、ミュージシャン
- 1981年 - アルレイ・サンチェス、元野球選手
- 1982年 - 飯田真矢、声優、俳優
- 1983年 - 川村陽介、俳優
- 1984年 - 鳥井温子、アナウンサー
- 1984年 - 桧山千尋、キャスター
- 1984年 - 松永裕美、プロボウラー
- 1984年 - 福井誠、陸上競技選手
- 1984年 - 柴田和敬、元ミュージシャン
- 1984年 - 隠善智也、元プロ野球選手
- 1984年 - 坪内瞳、元野球選手
- 1984年 - ロビンソン・チリノス、プロ野球選手
- 1985年 - 伽奈、ファッションモデル
- 1985年 - 鈴木礼央奈、タレント、元レースクイーン
- 1985年 - 福田萌、タレント
- 1985年 - 高橋亜衣、気象予報士、元ミュージカル俳優
- 1985年 - 石井大裕、アナウンサー
- 1985年 - ジェレミー・アボット、元フィギュアスケート選手
- 1986年 - 長谷川潤、ファッションモデル
- 1986年 - アイクぬわら、お笑い芸人（超新塾）
- 1987年 - 天咲千華、ヨガインストラクター、元女優、元宝塚歌劇団花組・宙組
- 1987年 - 佐々木真奈美、アナウンサー
- 1987年 - 中島めぐみ、アナウンサー
- 1987年 - 小島脩平、元プロ野球選手
- 1987年 - マーカス・ソーントン、バスケットボール選手
- 1987年 - キャシー・リード、フィギュアスケート選手
- 1988年 - 斎藤康貴、アナウンサー
- 1988年 - おばたのお兄さん、お笑いタレント
- 1988年 - 小山田舞、元バスケットボール選手
- 1988年 - ジェイク・ペトリッカ、プロ野球選手
- 1989年 - 中島愛、声優
- 1989年 - 三ノ宮ちか、元アイドル（Especia）
- 1990年 - 有馬翔、元プロ野球選手
- 1990年 - ジュニア・ホイレット、サッカー選手
- 1990年 - セク・オリセー、サッカー選手
- 1991年 - 奥田啓介、プロレスラー
- 1991年 - 高梨裕稔、プロ野球選手
- 1991年 - アンドリュー・ヒーニー、プロ野球選手
- 1991年 - ニンジャ、動画配信者、慈善家
- 1992年 - 雨野美咲、元女優
- 1992年 - 古川小夏、タレント、アイドル（元アップアップガールズ（仮））
- 1992年 - 赤松幸輔、元プロ野球選手
- 1992年 - 武田知沙、元アナウンサー
- 1992年 - エミリー・シーボーム、競泳選手
- 1993年 - 小野匠、俳優
- 1994年 - 一色恭志、陸上選手
- 1994年 - 林青空、シンガーソングライター
- 1995年 - 江夏詩織、ファッションモデル、女優
- 1995年 - 角谷萌々果、元レスリング選手
- 1995年 - ケムナ誠、プロ野球選手
- 1995年 - トロイ・シヴァン、ミュージシャン
- 1997年 - 桜山澪、アイドル（しず風&絆〜KIZUNA〜）
- 1997年 - 北澤早紀、女優（元AKB48）
- 1997年 - サム・ダーノルド、プロアメリカンフットボール選手
- 1998年 - 北原帆夏、女優
- 1998年 - 関水渚、女優、グラビアアイドル
- 1998年 - 長妻怜央、タレント（7ORDER、元ジャニーズJr.、元Love-tune)
- 1998年 - 石橋桃子、元バレーボール選手
- 1998年 - ユリア・リプニツカヤ、フィギュアスケート選手
- 2000年 - 佐藤智輝、プロ野球選手
- 2005年 - 花田藍衣、アイドル（AKB48）
- 2006年 - 田村海琉、アイドル（ジュニア、少年忍者）
- 2008年 - 後藤花、歌手（アンジュルム）
- 生年不詳 - 大波こなみ、声優
- 生年不詳 - 鹿野潤、声優
- 生年不詳 - 塚田悠衣、声優
- 生年不詳 - 幡宮かのこ、声優
- 生年不詳 - 三輪夏紀、声優
- 生年不詳 - 山県びわ、声優
- 生年不詳 - 國井千聖、アナウンサー、ナレーター、声優

### 人物以外（動物など）
- 1993年 - ダンスインザダーク、競走馬、種牡馬（+ 2020年）
- 2003年 - カワカミプリンセス、競走馬、繁殖牝馬（+ 2023年）

## 忌日

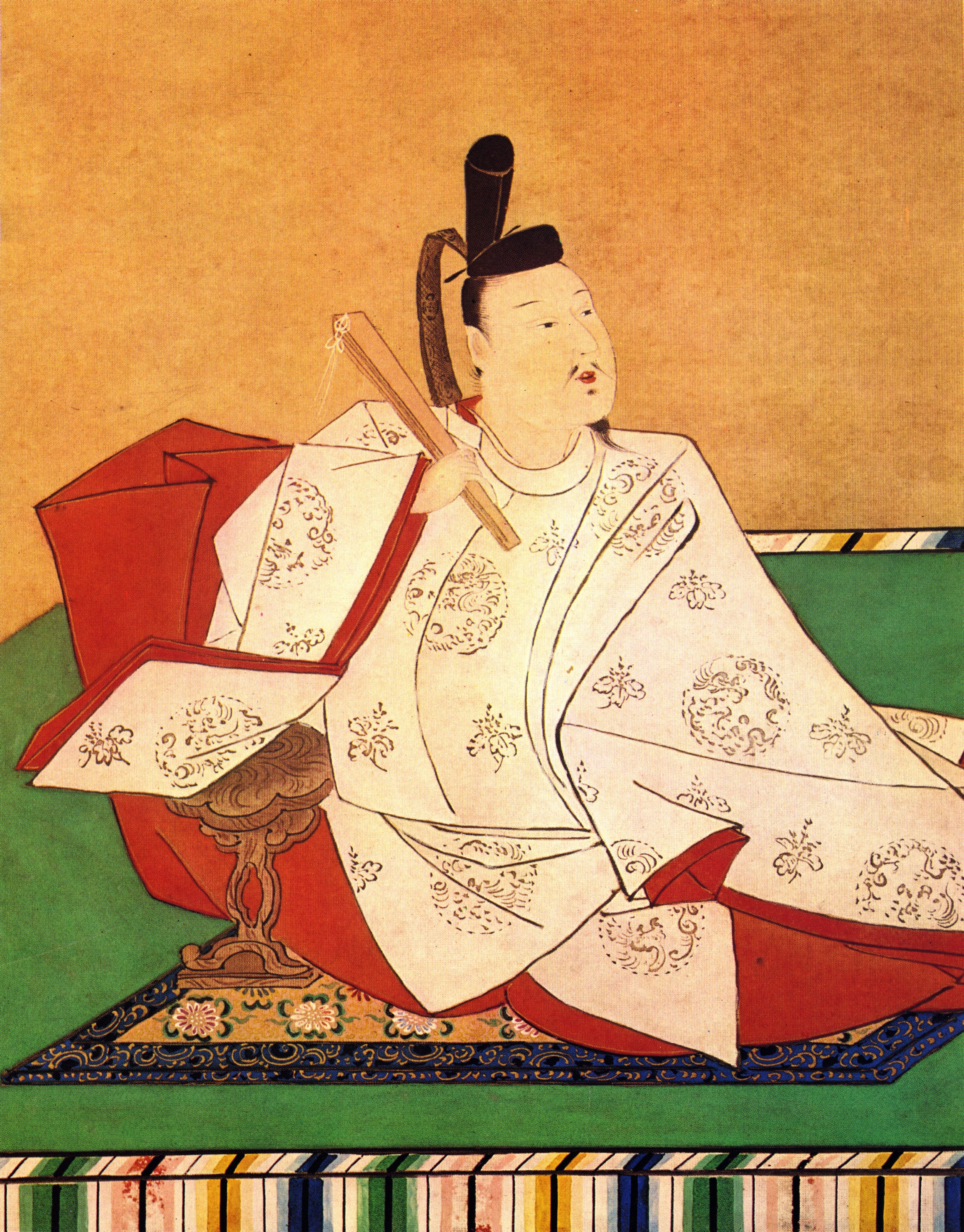
第67代天皇三条天皇(976-1017)崩御。

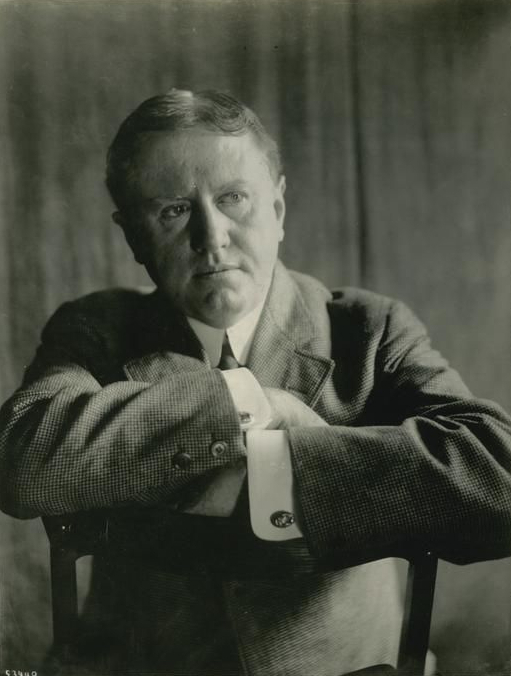
作家オー・ヘンリー(1862-1910)没。

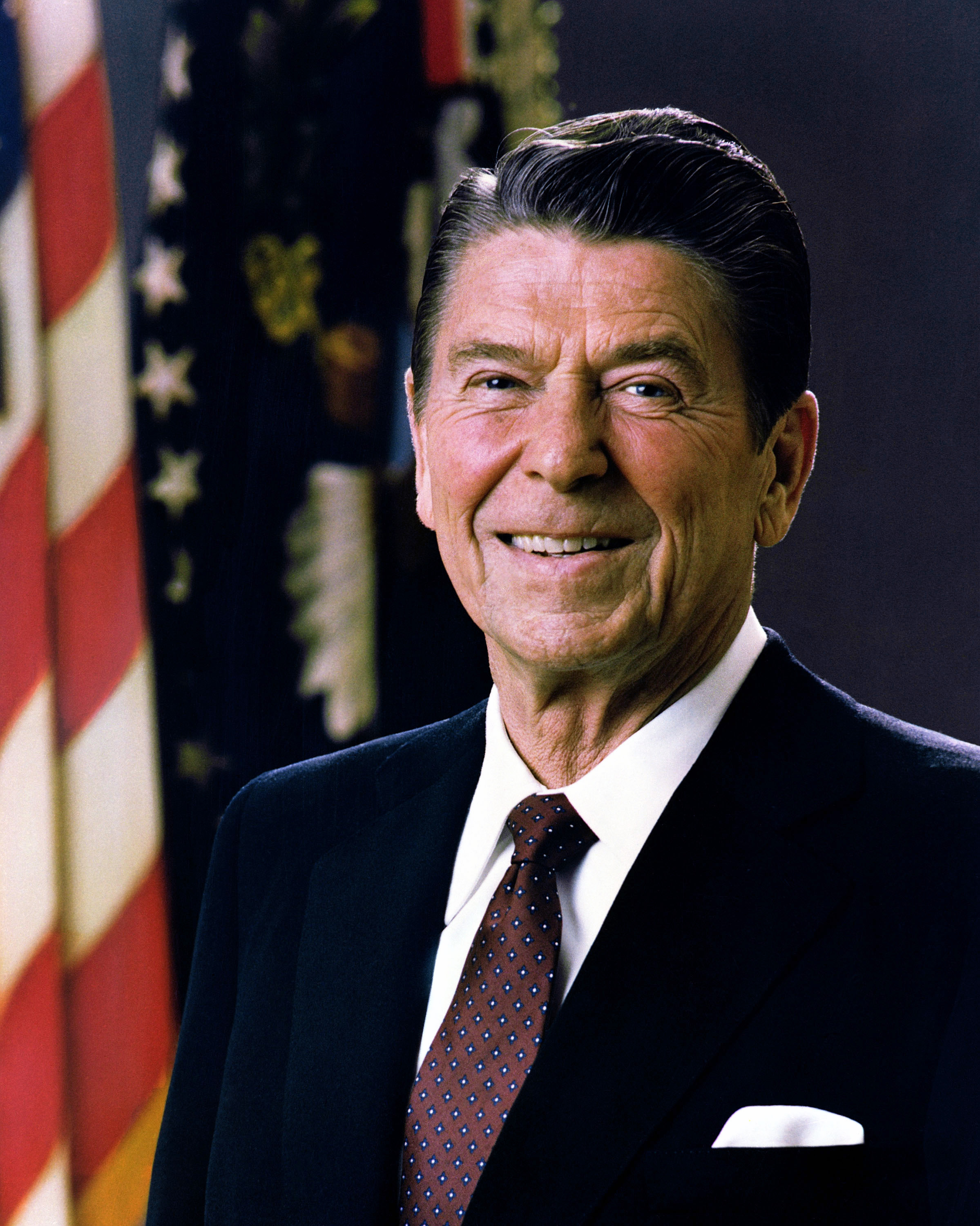
第40代アメリカ合衆国大統領ロナルド・レーガン(1911-2004)没。

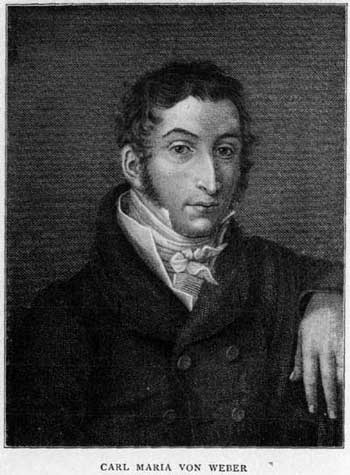
作曲家カール・マリア・フォン・ヴェーバー(1786-1826)没。

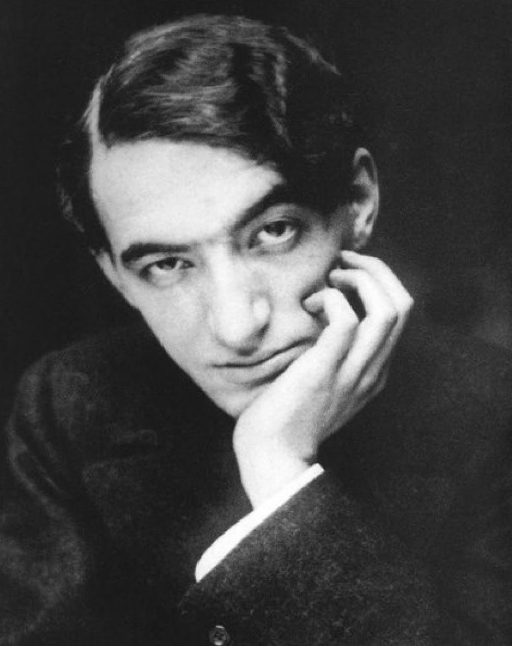
画家ジュール・パスキン(1885-1930)自殺。

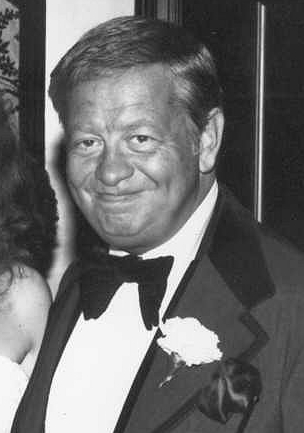
ジャズ歌手メル・トーメ(1925-1999)没。

- 301年（建始元年4月13日） - 司馬倫、西晋の皇族であり八王の乱の八王の一人
- 754年 - 聖ボニファティウス、8世紀にフランク王国にキリスト教を伝えた宣教師・殉教者（* 675年頃）
- 879年 - ヤアクーブ・イブン・アル＝ライス・アル＝サッファール、サッファール朝の建国者（* 840年）
- 928年 - ルイ3世、プロヴァンス国王、イタリア王、神聖ローマ皇帝（* 880年頃）
- 1017年（寛仁元年5月9日） - 三条天皇、第67代天皇（* 976年）
- 1296年 - エドマンド、イングランド王ヘンリー3世の次男、ランカスター家の祖（* 1245年）
- 1316年 - ルイ10世、フランス王（在位：1314年 - 1316年6月5日）およびナバラ王（ルイス1世、在位：1305年 - 1316年）（* 1289年）
- 1400年 - フリードリヒ1世、ブラウンシュヴァイク＝リューネブルク公、ヴォルフェンビュッテル侯（在位：1373年 - 1400年）（* 1357年頃）
- 1434年 - ユーリー・ドミトリエヴィチ、一時期モスクワ大公だった人物（* 1374年）
- 1443年 - フェルナンド聖王子、ポルトガル王国アヴィス王朝の人物（* 1402年）
- 1445年 - リオネル・パワー、初期ルネサンス音楽の作曲家（* 1370年代）
- 1568年 - ラモラール・ファン・エフモント、フランドルの軍人、政治家（* 1522年）
- 1625年 - オーランド・ギボンズ、作曲家、オルガニスト（* 1583年）
- 1650年（慶安3年5月7日） - 徳川義直、尾張藩初代藩主（* 1601年）
- 1716年 - ロジャー・コーツ、数学者（* 1682年）
- 1722年 - ヨハン・クーナウ、作曲家、オルガニスト、チェンバロ奏者（* 1660年）
- 1740年 - ヘンリー・グレイ、政治家、廷臣（* 1671年）
- 1781年 - ノエル・アレ、画家、版画家（* 1711年）
- 1816年 - ジョヴァンニ・パイジエッロ、オペラ作曲家（* 1740年）
- 1826年 - カール・マリア・フォン・ヴェーバー、作曲家（* 1786年）
- 1863年 - マリー・エーレンリーダー、画家（* 1791年）
- 1899年 - アントニオ・ルナ、軍人、薬剤師（* 1866年）
- 1900年 - スティーヴン・クレイン、小説家詩人（* 1871年）
- 1906年 - エドゥアルト・フォン・ハルトマン、哲学者（* 1842年）
- 1908年 - ヨーゼフ・フランツ・ワーグナー、軍楽隊長、作曲家（* 1856年）
- 1910年 - イポリット＝カミーユ・デルピー、画家（* 1842年）
- 1910年 - オー・ヘンリー、小説家（* 1862年）
- 1913年 - クリス・フォン・デア・アーエ、プロ野球監督、オーナー（* 1851年）
- 1916年 - ホレイショ・ハーバート・キッチナー、陸軍軍人（* 1850年）
- 1921年 - ジョルジュ・フェドー、喜劇作家（* 1862年）
- 1923年 - 鳥潟右一、工学者（* 1883年）
- 1930年 - ニコラス・タルコフ、画家（* 1871年）
- 1930年 - エリック・レミング、陸上競技選手（* 1880年）
- 1930年 - ジュール・パスキン、画家（* 1885年）
- 1939年 - 佐藤昌介、農業学者、教育者、北海道帝国大学初代総長（* 1856年）
- 1940年 - オーガストゥス・ラブ、数学者、物理学者（* 1863年）
- 1940年 - 徳川家達、徳川宗家第16代当主、貴族院議長（* 1863年）
- 1946年 - モード・ワトソン、テニス選手（* 1864年）
- 1953年 - ビル・チルデン、テニス選手（* 1893年）
- 1956年 - 井上広居、政治家、第6代秋田県秋田市長（* 1864年）
- 1965年 - エリナー・ファージョン、児童文学作家、詩人（* 1881年）
- 1971年 - クレア・デニス、競泳選手、1932年ロサンゼルス五輪金メダリスト（* 1916年）
- 1974年 - 富恵一、プロ野球選手（* 1941年）
- 1975年 - パウリ・ケレス、チェスプレーヤー（* 1916年）
- 1977年 - スリーピー・ジョン・エスティス、ブルース・シンガー（* 1899年）
- 1982年 - 西脇順三郎、詩人、英文学者（* 1894年）
- 1983年 - クルト・タンク、エンジニア（* 1898年）
- 1984年 - 高橋進太郎、政治家、第20代行政管理庁長官、公選第7代宮城県知事（* 1902年）
- 1987年 - 高橋新吉、詩人（* 1901年）
- 1994年 - 内出好吉、映画監督（* 1911年）
- 1994年 - 瀬尾健、工学者（* 1940年）
- 1998年 - ジャネット・ノーラン、女優、声優（* 1911年）
- 1999年 - メル・トーメ、歌手、作曲家、俳優（* 1925年）
- 2000年 - ジョアン・ノゲイラ、作曲家、サンビスタ（* 1941年）
- 2001年 - 伊藤清永、洋画家（* 1911年）
- 2001年 - 大西尹明、翻訳家（* 1918年）
- 2002年 - ディー・ディー・ラモーン、ベーシスト、ラッパー（元ラモーンズ）（* 1952年）
- 2003年 - 吾郷清彦、超古代史研究家（* 1909年）
- 2003年 - ユルゲン・メレマン、政治家（* 1945年）
- 2003年 - マニュエル・ロザンタル、指揮者、作曲家、音楽評論家（* 1904年）
- 2004年 - ロナルド・レーガン、政治家、第40代アメリカ合衆国大統領（* 1911年）
- 2004年 - アイオナ・ブラウン、指揮者、ヴァイオリン奏者（* 1941年）
- 2004年 - 遠藤結城、実業家、ゲオ創業者（* 1950年）
- 2005年 - 水谷勇夫、現代美術家（* 1922年）
- 2006年 - 松前仰、海洋工学者、政治家（* 1935年）
- 2006年 - 前田淳、オートバイ・ロードレースライダー（* 1967年）
- 2008年 - 松井康浩、弁護士、元日本弁護士連合会事務総長（* 1923年）
- 2009年 - ボリス・ポクロフスキー、オペラ演出家（* 1912年）
- 2009年 - バーナード・バーカー、元CIA職員（* 1917年）
- 2009年 - バシーロ・ダボ、政治家、歌手（* 1958年）
- 2009年 - 羅京、ニュースキャスター（* 1961年）
- 2010年 - 松岡三郎、法学者、明治大学名誉教授（* 1915年）
- 2010年 - キャピー原田、軍人、日米野球界の橋渡（* 1921年）
- 2010年 - アルネ・ノールヘイム、作曲家（* 1931年）
- 2011年 - 川路夏子、女優、声優（* 1919年）
- 2011年 - 賀陽治憲、元皇族（* 1926年）
- 2011年 - 伊藤昌弘、政治家、元民社党衆議院議員（* 1927年）
- 2012年 - 真鍋呉夫、作家、文筆家、俳人（* 1920年）
- 2012年 - レイ・ブラッドベリ、小説家、詩人（* 1920年）
- 2012年 - 岸香織、女優、宝塚歌劇団45期生（* 1939年）
- 2013年 - 石森達幸、声優（* 1932年）
- 2013年 - 近藤忠孝、弁護士、政治家（* 1932年）
- 2013年 - 塩屋俊、俳優、映画監督（* 1956年）
- 2014年 - ジョニー・リーチ、卓球選手（* 1922年）
- 2014年 - 竹内三賀男、実業家、元旭食品社長（* 1923年）
- 2014年 - 松原秀一、フランス文学者、慶應義塾大学名誉教授（* 1930年）
- 2015年 - 清水信義、遺伝学者、慶應義塾大学名誉教授（* 1941年）
- 2015年 - 後藤茂、政治家、元衆議院議員（* 1925年）
- 2015年 - リチャード・ジョンソン、俳優（* 1927年）
- 2015年 - ターリク・ミハイル・アズィーズ、政治家、元イラク外務大臣（* 1936年）
- 2015年 - 清水信義、遺伝学者、慶應義塾大学名誉教授（* 1941年）
- 2016年 - ジェローム・ブルーナー、心理学者（* 1915年）
- 2016年 - 小森昭宏、作曲家（* 1931年）
- 2016年 - 山田満郎、美術セットデザイナー（* 1943年）
- 2017年 - 野平昌人、実業家、元北海道文化放送社長（* 1918年）
- 2017年 - シェイク・ティオテ、サッカー選手（* 1986年）
- 2018年 - 荒田吉明、金属工学者、大阪大学名誉教授（* 1924年）
- 2018年 - 中村好夫、調教師（* 1930年）
- 2018年 - 小田義人、プロ野球選手（* 1947年）
- 2018年 - ケイト・スペード、ファッションデザイナー（* 1962年）
- 2019年 - フリードリヒ・メクセペル、画家（* 1936年）
- 2019年 - 宇井孝司[11]、アニメーション監督（* 1961年）
- 2020年 - 後藤比奈夫、俳人（* 1917年）
- 2020年 - 川崎富作、医師、医学博士、川崎病発見者（* 1925年）
- 2020年 - 井内澄子[12]、ピアニスト（* 1930年）
- 2020年 - 横田滋、横田めぐみの父、北朝鮮による拉致被害者家族連絡会の設立者、日本銀行職員（* 1932年）
- 2020年 - 庄山悦彦、実業家、元日立製作所社長、元日本経済団体連合会副会長（* 1935年）
- 2020年 - 伊藤敬子、俳人（* 1935年）
- 2020年 - 佐伯チズ、美容アドバイザー（* 1943年）
- 2020年 - ルパート・ハイン、ミュージシャン、ソングライター、音楽プロデューサー（* 1947年）
- 2021年 - 西野皓三、振付師、西野バレエ団創設者（* 1926年）
- 2021年 - ギャレン・ヤング、元バスケットボール選手、指導者（* 1975年）
- 2022年 - 沢本忠雄、俳優（* 1935年）
- 2022年 - 上西凖[13]、実業家、元東京製綱社長（* 1934年）
- 2022年 - アレック・ジョン・サッチ、ベーシスト、ミュージシャン（元ボン・ジョヴィ）（* 1951年）
- 2022年 - ロマン・クトゥーゾフ、軍人、陸軍少将（* 1969年）
- 2023年 - 志知賢二[14]、実業家、元愛知時計電機社長（* 1930年または1931年）
- 2023年 - アストラッド・ジルベルト、ボサノヴァ、ジャズ、ポピュラー音楽歌手（* 1940年）
- 2024年 - 遠藤章、農芸化学者、東京農工大学特別栄誉教授（* 1933年）
- 2024年 - 辻哲也、プロ野球選手（* 1949年）
- 2024年 - 駒宮幸男、素粒子物理学者、東京大学名誉教授（* 1952年）
- 2025年 - ビル・アトキンソン、ソフトウェアエンジニア、自然写真家（* 1951年）
- 2025年 - エドガー・ルング、弁護士、政治家、第6代ザンビア大統領（* 1956年）
- 2025年 - 西村智彦、ミュージシャン（SING LIKE TALKING）（* 1964年）

## 記念日・年中行事
- 世界環境デー（ 世界）
1972年12月15日の国連総会で制定。国際デーの一つ。日本では、1993年制定の環境基本法第10条でこの日を「環境の日」と定めている。
- 憲法記念日（英語版）（ デンマーク）
1849年に新憲法を採択し立憲君主制に移行した日であり、その後1866年、1915年、1920年、1953年（現憲法）の6月5日に改正が行われた。
- インド人到達の日（英語版）（ スリナム）
ヨーロッパの植民地当局らによって連れてこられた年季奉公労働者としてインド亜大陸からカリブ海、フィジー、南アフリカ、モーリシャス諸国へ到着した人々を記念して祝われる祝日。 スリナムでは、1873年6月5日に年季奉公労働者を乗せた船舶ララクール号が、パラマリボに到着したことを記念する。
- 共和国大統領の誕生日（ 赤道ギニア）
1979年から事実上の独裁体制をしいている第2代大統領テオドロ・オビアン・ンゲマの誕生日。
- 芒種（ 日本）
二十四節気の1つ。太陽の黄経が75度の時で、芒（のぎ）を持った植物の種をまく頃。2027年までは、年を4で割った余りが2もしくは3の年でこの日が芒種となる。
- ろうごの日（ 日本）
一般社団法人神戸市老人福祉施設連盟が2008年に制定。日付は「ろう(6) ご(5)」（老後）の語呂合わせから[15]。
- 県祭り（ 日本）
木花開耶姫命を祭神とする京都府宇治市の縣神社の例祭。神輿が渡御する間、沿道の家々が灯りを消すため「くらやみ祭」として知られる[16]。